# 罗大经
羅大經（？—？），字景綸，號儒林，又號鶴林，廬陵（今江西吉安）人，南宋官員、學者。

## 生平
大約生於宋寧宗慶元初年，其父名不詳，号竹谷老人，是一名低級官員。罗大经早年入太学，曾游严子陵钓台（今浙江桐庐县富春山），嘉定十五年（1222年）鄉試中舉，理宗寶慶二年（1226年）進士。歷仕岭南容州（今廣西容縣）法曹，曾游容州勾漏洞天，淳祐十一年任撫州（今江西撫州市）军事推官。一年左右在抚州被葉大有弹劾罢官，從此絕意仕途，闭门读书，专事著作。著《鶴林玉露》一書，分甲、乙、丙三編，共十八卷。明代葉廷秀評論羅大經：「其言以紫陽為鵠，學術治道多有發明，而不離王道。」約卒於宋理宗淳祐末年以後。